# Naturhaushalt
Der Naturhaushalt ist die Gesamtheit der Wechselwirkungen zwischen allen Bestandteilen der Umwelt und der Natur. Die Bestandteile der Umwelt werden grob in abiotische Schutzgüter (Boden, Wasser, Luft/Klima) und biotische Schutzgüter (Mensch, Pflanzen, Tiere, Biotope und Biozönosen) unterteilt. Landschaftshaushalt wird seltener und teilweise synonym oder als Unterbegriff zu Naturhaushalt verwendet. Der Begriff Landschaftshaushalt bezieht sich auf einen räumlich abgrenzbaren Bereich der Umwelt oder einer Landschaft.
Der Begriff ist juristisch zu betrachten und wird meistens im Zusammenhang Leistungsfähigkeit des Naturhaushaltes als Lebensgrundlage für den Menschen verwendet. Er lässt sich fach-theoretisch nicht eindeutig und vollständig erfassen, muss aber vom Landschaftsplaner für die Planungspraxis übersetzt werden. Dabei sind stets fachliche Untersuchungen entscheidend.
Das Naturhaushalts-Konzept „impliziert eine ökosystemare Sichtweise auf die uns umgebende Umwelt“. Die Naturhaushalts-Funktionen können entsprechend mit den Ökosystemdienstleistungen gleichgesetzt werden. Um die Funktionsfähigkeit des Naturhaushaltes nicht abzuschwächen oder gar zu verlieren, ist häufig der Erhalt von biologischer Vielfalt (so genannte Biodiversität) notwendig. Globale Umweltveränderungen und Zukunftsszenarien berücksichtigen vor allem die anthropogenen Einflüsse auf den Naturhaushalt der Erde. Über 15.000 Wissenschaftler haben 2017 eine eindringliche Warnung an die Menschheit veröffentlicht, die belegt, dass der globale Naturhaushalt erheblich gefährdet ist und die Chancen seines Erhaltes derzeit negativ eingeschätzt werden.

## Begriffsgeschichte
Der Begriff des Naturhaushaltes existierte in der Philosophie schon lange Zeit, bevor ihn die moderne naturwissenschaftliche Ökologie für sich adaptierte und neu definierte.
Die Idee von dem Haushalt der Natur geht u. a. auf biblische Vorstellung vom Ausgleich und der Harmonie der Individuen im göttlichen Urzustand zurück. Die Natur wird als Haushalt gesehen, dessen Angehörige in einem sich selbst erhaltendem harmonischen System zusammenleben (Morgenthaler).
Der Begründer der modernen Ökologie Ernst Haeckel selbst prägte den Begriff des Naturhaushaltes in der heute naturwissenschaftlich angewandten Ökologie. Haeckel erklärte viele Interaktionen in der Natur mit ökonomischen Mustern: Organismen versuchen möglichst gewinnbringend für sich die bestehenden Ressourcen zu nutzen und konkurrieren um abiotische und biotische Ressourcen. Vor diesem Hintergrund sieht Haeckel die Natur als Haushalt, in dem Ausgaben und Gewinne sich die Waage halten. Übersteigen die Ausgaben die Einnahmen, ist der Naturhaushalt gestört.
Moderne Ansätze der Ökologie stellen das postulierte Gleichgewicht der Natur in Frage und damit auch die dem Naturhaushalt zugrunde liegende Idee. Der deutsche Biologe Josef H. Reichholf vertritt die These, dass Ungleichgewichte natürlich sind und die Idee des ausgeglichenen Haushaltes aus "ideologischen Gründen" von vielen Ökologen vertreten werde.